# Tremalzopas
De Tremalzopas (Italiaans: Passo di Tremalzo ) is een bergpas op de grens van de Italiaanse provincies Brescia en Trente. De pashoogte ligt op 1694 meter in nabijheid van de 1975 meter hoge Monte Tremalzo.
De twee zijden van de pas zijn elkaars tegenpool. De Tremalzopas is in de Eerste Wereldoorlog aangelegd als militaire weg. Aan de Trentiner zijde is de weg gemoderniseerd en treft men een brede goed onderhouden geasfalteerde weg aan. De Lombardische kant verkeert nog in de oorspronkelijke staat. Deze smalle, kronkelende steenslagweg met onoverzichtelijke tunnels is niet geschikt om door normale personenauto's bereden te worden. De 12 kilometer lange noordflank stijgt maximaal, zuidflank heeft een lengte van 8 kilometer heeft een maximaal hellingspercentage van 14%.

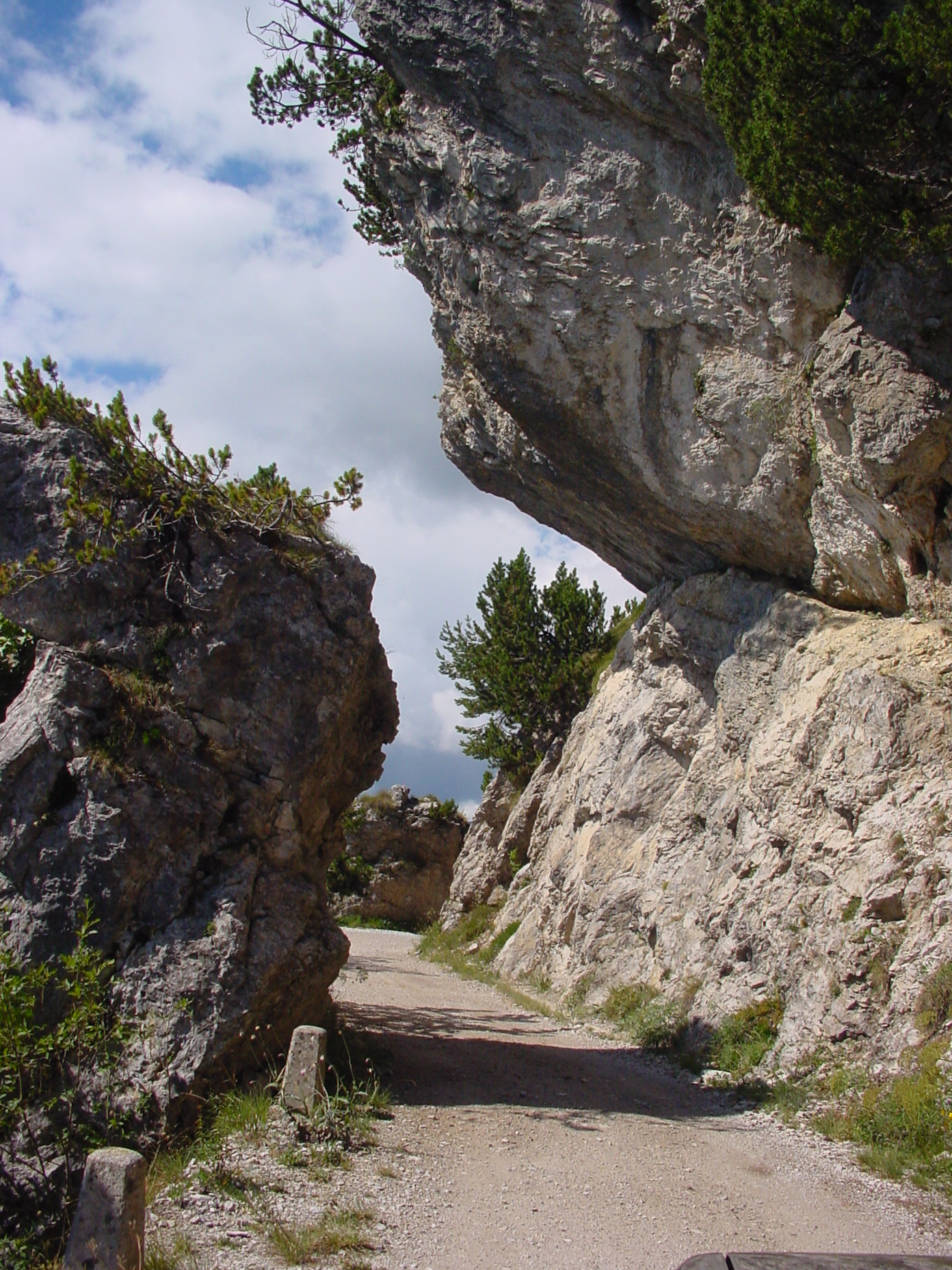
Zuidflank augustus 2006

Agnello · Aprica · Assietta · Baremone · Brenner · Brocon · Cadibona · Capannelle · Campolongo · Costalunga · Croce Dominii · Cuvignone · Duran · Esischie · Falzarego · Fauniera · Fedaia · Finestre · Forcola di Livigno · Foscagno · Gardena · Gavia · Giau · Giogo di Bala · Grote Sint-Bernhard · Jaufen · Joux · Kleine Sint-Bernhard · Lavaze · Leonessa · Lombarda · Maddalena · Manghen · Maniva · Mendel · Montgenèvre · Mont-Cenis · Monte Cristo · Mortirolo · Nigra · Nivolet · Penser Joch · Platigliolepas · Pfitscherjoch · Plöcken · Pordoi · Pratoriscio · Predil · Presolana · Reschen · Rolle · Sampeyre · San Carlo · San Marco · San Pellegrino · San Zeno · Scale · Sella · Sestriere · Sommeiller · Splügen · Staller Sattel · Staulanza · Stelvio · Tenda · Timmelsjoch · Tonale · Tre Croci · Tremalzo · Umbrail · Val Bighera · Valcavera · Valles · Valparola · Via del Sale · Vivione · Würz